# سيرجي كريلوف
سيرجي كريلوف (بالروسية: Крылов, Сергей Николаевич)‏ هو مهندس روسي، ولد في 16 أبريل 1963 في موسكو في روسيا.

## وصلات خارجية
- سيرجي كريلوف على موقع DriverDB.com (الإنجليزية)